# Bugatti Type 251
Der Bugatti Type 251 war ein einsitziger Rennwagen von Bugatti. In der Ära Roland Bugatti wurden 1955 als letzter Versuch des Unternehmens, noch einmal in der Formel 1 Fuß zu fassen, zwei Exemplare hergestellt.

## Technik und Geschichte
Entwickelt wurde der Wagen von Gioacchino Colombo (Ferrari). Maurice Trintignant nahm mit dem Fahrzeug mit der Fahrgestellnummer 251-002 am Großen Preis von Frankreich am 18. Juni 1956 in Reims teil, konnte jedoch keinen Erfolg erzielen.
Der Achtzylinder-Reihenmotor mit 2431 cm³ Hubraum, zwei obenliegenden Nockenwellen, Doppelzündung und Mittelabtrieb ist quer eingebaut und mit einem 5-Gang-Getriebe verbunden. Nach Jordan und Krahn ist er aus zwei Vierzylindermotoren zusammengesetzt. Beide Achsen sind starr und an Längslenkern geführt. Vorn ist eine Schwebeachse mit hochliegender Querblattfeder, hinten eine De-Dion-Achse mit Schraubenfedern eingebaut. Die Bremsanlage besteht aus Trommelbremsen. Der Wagen erreichte mit einer Leistung von 250 PS (184 kW) eine Höchstgeschwindigkeit von 260 km/h.
Der Radstand beträgt 220 cm und die Spurweite 130 cm. Die Fahrzeuge sind 380 cm lang und 145 cm breit.
Nach dem Debakel mit dem CTA-Arsenal der Rennsaison 1946–1947 war der Type 251 ein weiterer Fehlschlag einer französischen Rennwagen-Neukonstruktion nach dem Zweiten Weltkrieg. Anders als beim CTA-Arsenal handelte es sich beim Type 251 allerdings um ein privat getragenes Projekt, das unter anderem an seiner Unterfinanzierung scheiterte.
Das Fahrzeug No. 1 ist in restauriertem Zustand Teil der berühmten Automobilsammlung Schlumpf, das Fahrzeug No. 2 (Fahrgestellnummer 251 002, Motornummer 13) ist in unrestauriertem Zustand ebenfalls Teil dieser Sammlung, allerdings nicht öffentlich zugänglich in einem Lager deponiert. In der Zeit vom 1. Mai bis 31. Juli 2013 war es anlässlich des 1100-jährigen Jubiläums der Stadt Kassel dort ausgestellt. Vom 24. November 2013 bis 31. Mai 2014 wurde das Fahrzeug im MAC Museum Art & Cars in Singen im Rahmen der Eröffnungsausstellung „Wachgeküsst“ gezeigt.

## Bildergalerie

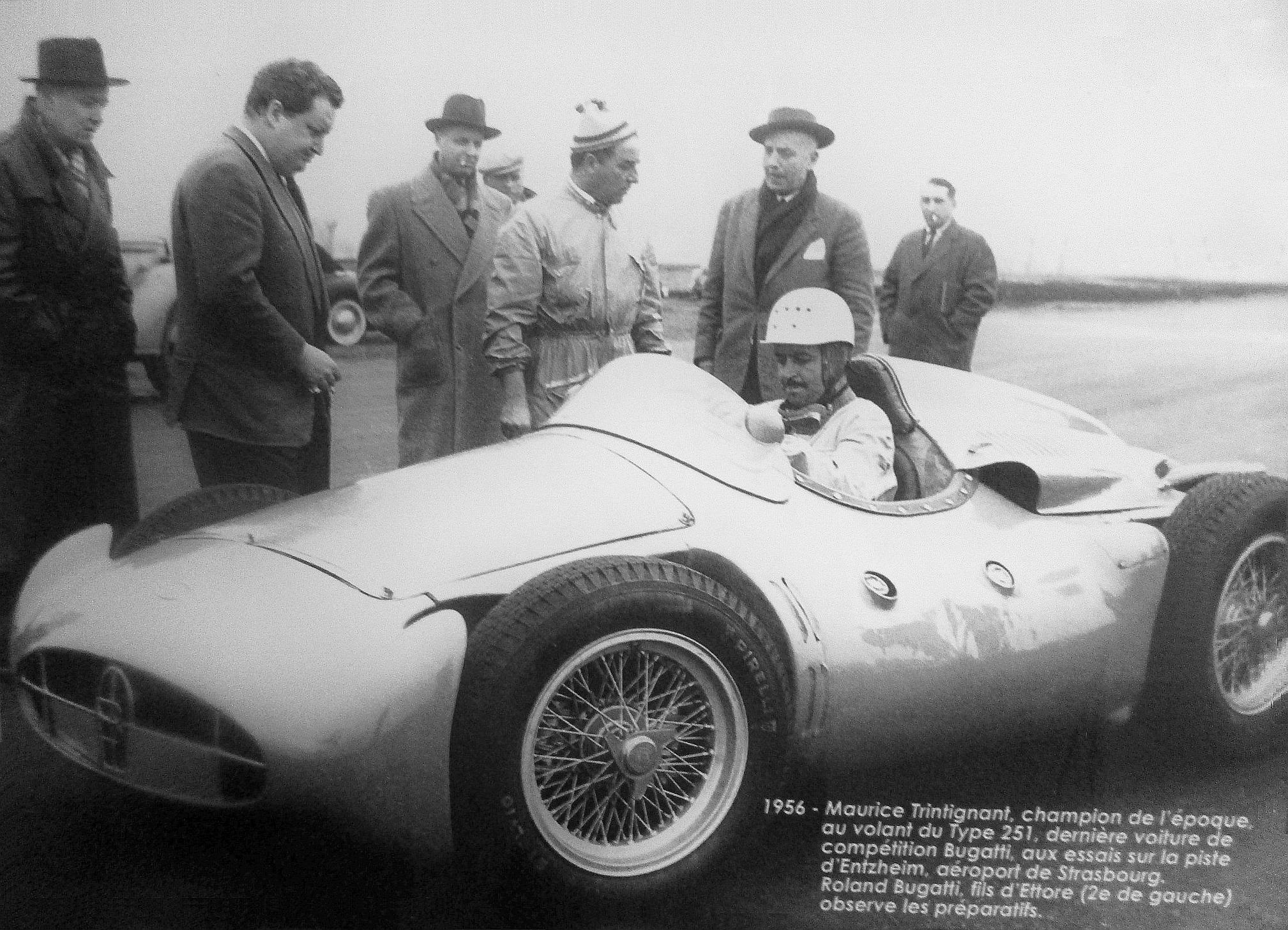
Maurice Trintignant im Fahrzeug
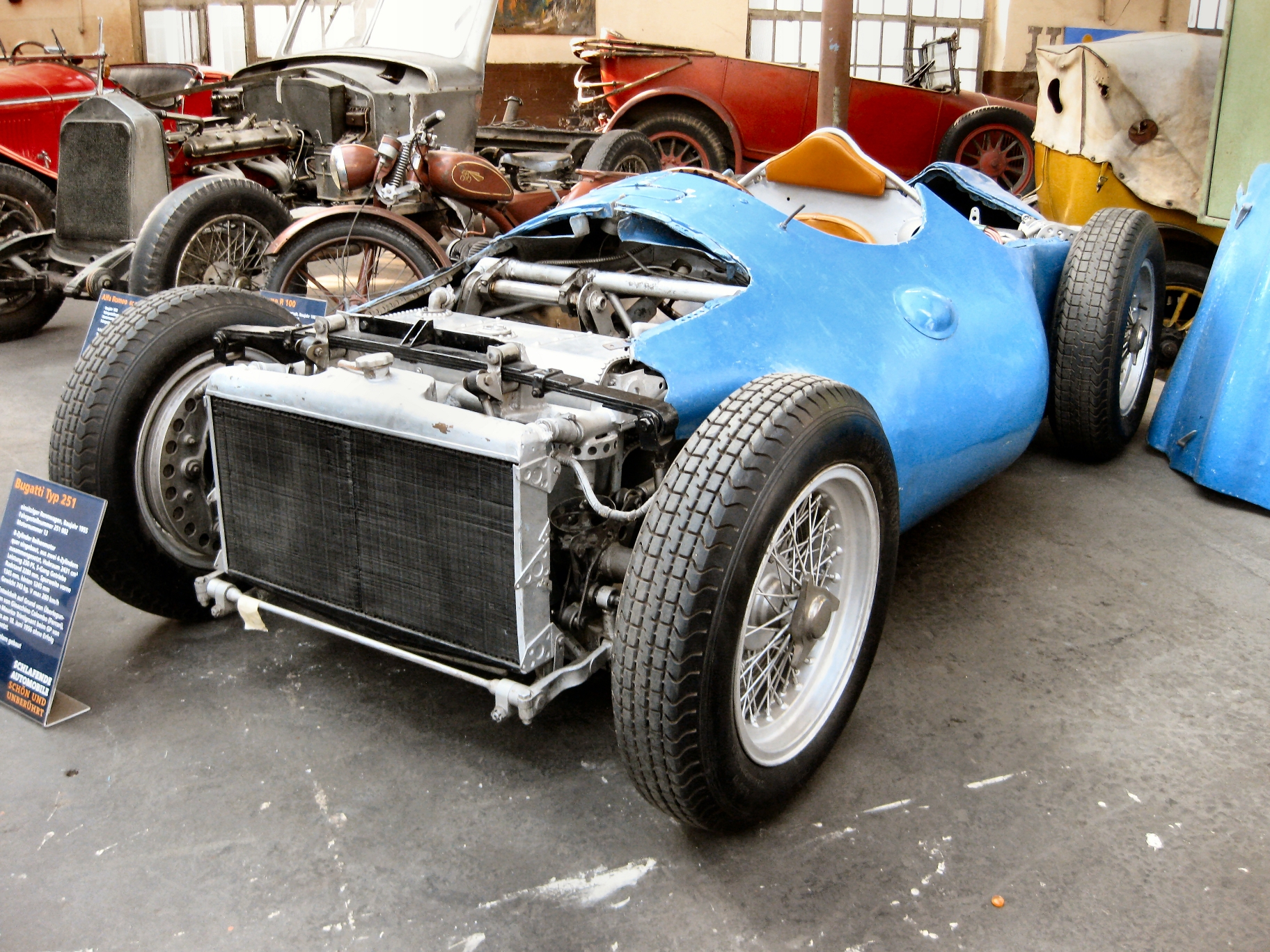
Frontansicht No. 2 von 2
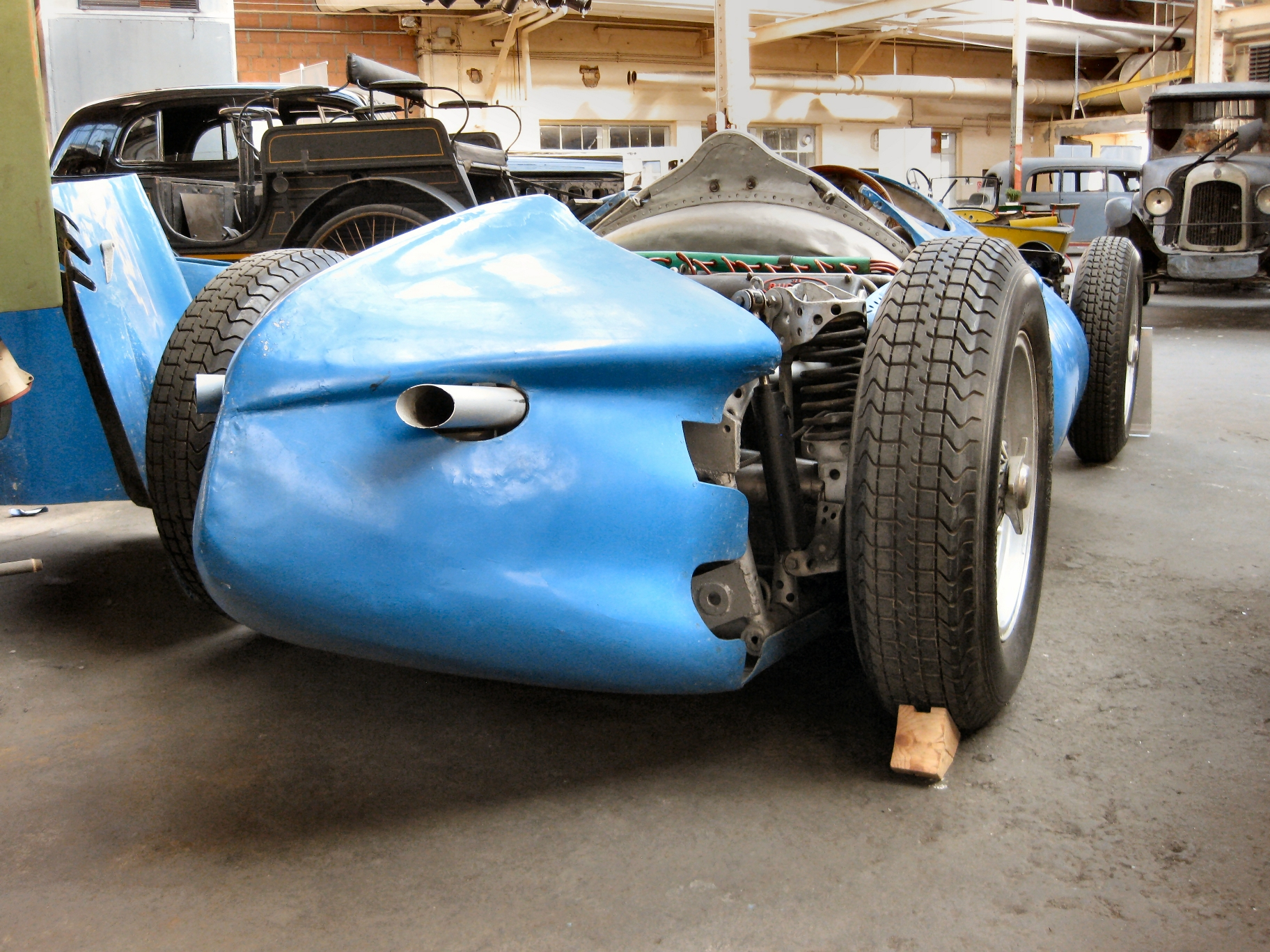
Heckansicht
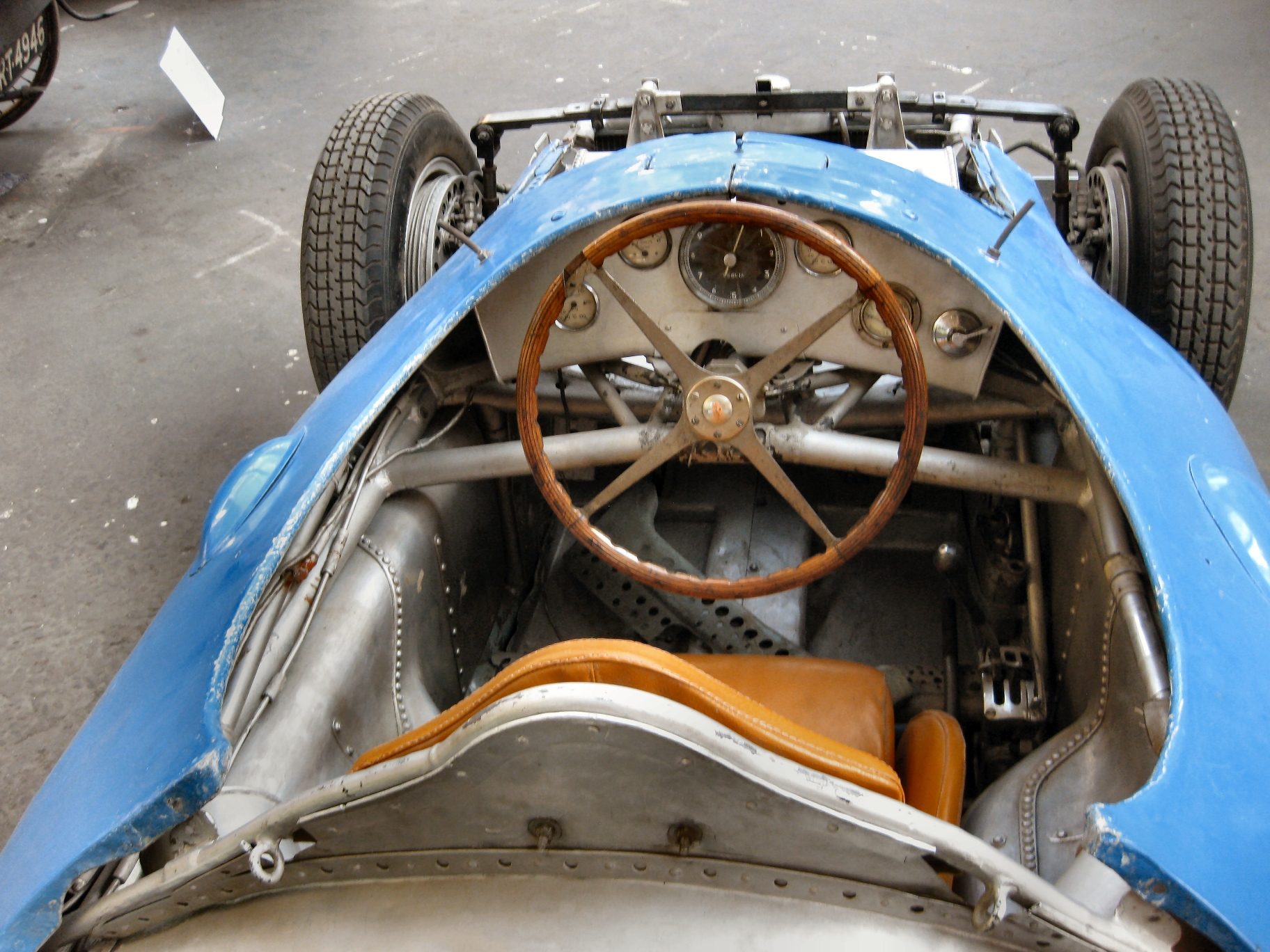
Cockpitansicht
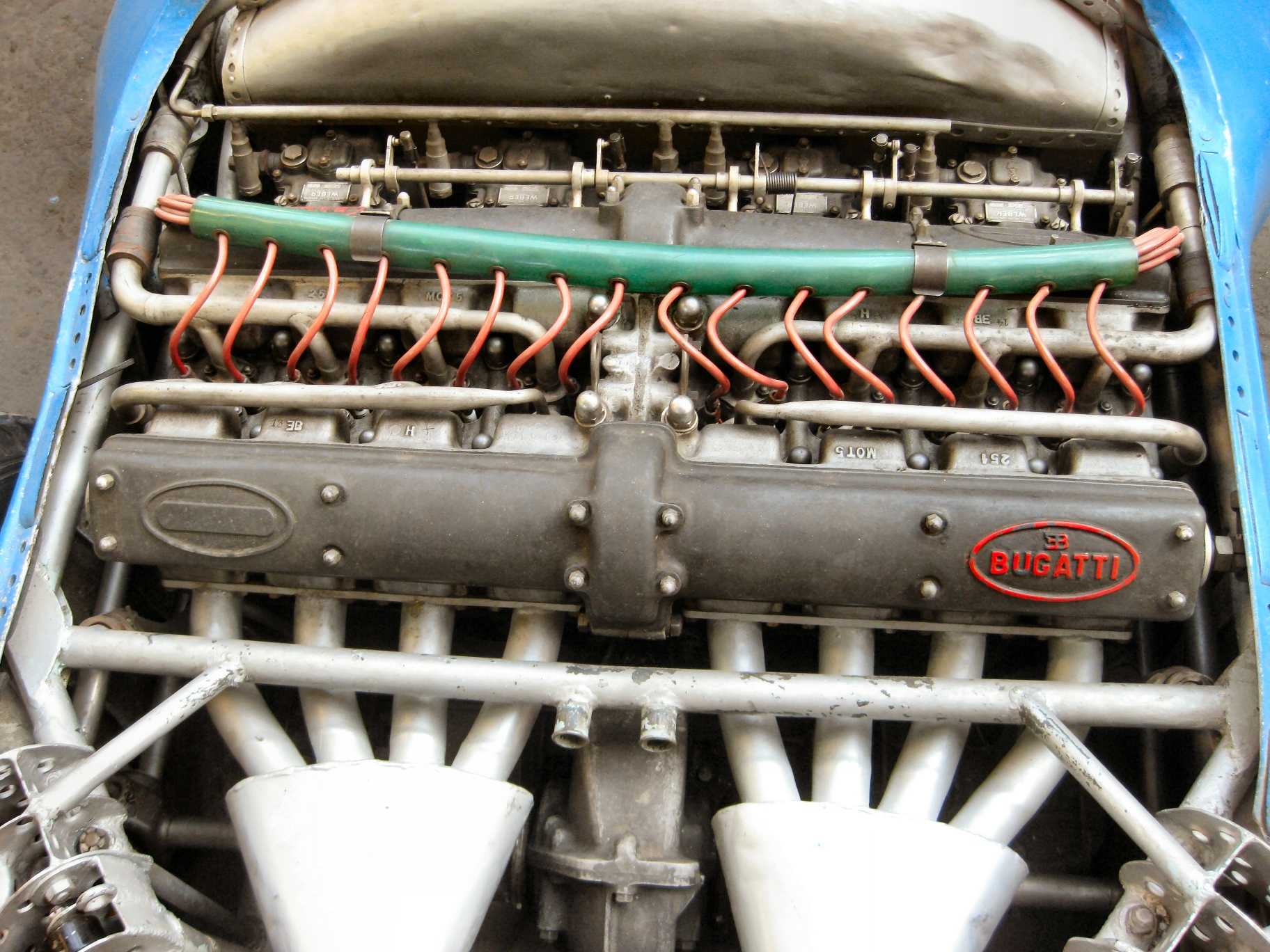
8-Zylinder-Motor